# Bogorodskij rajon (Oblast' di Kirov)
Il Bogorodskij rajon (in russo Богородский район?) è un rajon dell'Oblast' di Kirov, nella Russia europea, il cui capoluogo è Bogorodskoe. Istituito nel 1929, ricopre una superficie di 1.443 chilometri quadrati.